# Plataforma en Defensa de la Libertad de Información
La Plataforma en Defensa de la Libertad de Información (PDLI) es una organización sin ánimo de lucro española cuyo principal objetivo es defender las libertades de expresión e información en la sociedad civil. Su presidenta es la periodista Virginia Pérez Alonso, y su secretaria general la periodista y escritora Yolanda Quintana.

## Historia
La PDLI fue fundada el 20 de noviembre de 2014, unos meses después de la aparición del Proyecto de Ley Orgánica sobre Protección de la Seguridad Ciudadana, lanzado el 11 de julio de 2014 por el Partido Popular, y que finalmente entró en vigor el 1 de julio de 2015 con el nombre de Ley Orgánica de protección de la seguridad ciudadana, conocida popularmente como "ley mordaza".

También influyó en su constitución la reforma del Código Penal propuesta por el Partido Popular y apoyada por el Partido Socialista en lo relativo al pacto contra el terrorismo yihadista. Entró en vigor el 4 de febrero de 2015 y se incluyeron como delitos acciones de protesta de la sociedad civil vinculándolos con el terrorismo y de los que la PDLI advirtió por suponer un grave atentado a la libertad de expresión: 
[...] puede llegar a castigar con penas muy elevadas actividades que no guardan ninguna relación con lo que cabe entender por terrorismo, por ejemplo “hackear” una web alterando su aspecto como forma de protesta, el envío masivo de correos, difundir consignas por Internet, consultar determinadas webs o paralizar un desahucio.
Además de hacer seguimiento y difusión de los ataques a la libertad de expresión a medios y periodistas, la PDLI también se ha hecho eco de casos en los que estaban involucrados activistas, movimientos sociales o ciudadanos. Para ayudar al conocimiento y defensa de estos derechos, promueve campañas para reaccionar a proyectos de ley restrictivos de las libertades de expresión e información, y ha puesto en marcha acciones de formación.
La PDLI está integrada por organizaciones de juristas y abogados, como el Colegio de Abogados de Madrid (ICAM), la Unión Progresista de Fiscales (UPF) o la Comisión Legal Sol. También forman parte de la plataforma asociaciones profesionales como la Federación de Sindicatos de Periodistas (FeSP) y medios de comunicación como eldiario.es, 20 minutos o la revista Mongolia, además de asociaciones de consumidores como la Organización de Consumidores y Usuarios (OCU) y la CEACCU, profesores de universidad y profesionales del periodismo.

### Acciones
En 2017, la PDLI presentó a la Fiscalía General del Estado un informe sobre la situación de la libertad de prensa en Turquía con el objetivo de impedir la extradición del periodista y escritor sueco-turco Hamza Yalçin, que se encontraba en prisión en Barcelona tras ser detenido a principios del mes de agosto. Finalmente, a finales de septiembre, la Audiencia Nacional dejó en libertad Yalçin, crítico con el presidente de Turquía Recep Tayyip Erdoğan, gracias a la intervención de la PDLI así como de otras organizaciones como el Síndic de Greuges, la Federación Internacional de Periodistas, el Ayuntamiento de Barcelona o el presidente del Instituto Internacional del Ombudsman-Europa, Rafael Ribó.
En junio de 2018, la PDLI presentó el Observatorio contra el acoso en línea a mujeres periodistas en colaboración con la Federación de Sindicatos de Periodistas (FeSP), para lo que habilitaron un formulario en el que las periodistas que sufren acoso en línea en redes sociales o cualquier otro canal digital puedan reportarlo.

## Reconocimientos
En marzo de 2017, la presidenta de la PDLI, Virginia Pérez Alonso, fue nominada para el Premio José Couso de Libertad de Prensa. Un par de meses después, en mayo, la PDLI recibió el premio Libertad de Expresión que otorga la Unió de Periodistes Valencians, por su denuncia de los efectos de la ley mordaza sobre la libertad de expresión.